# Грегоріо Пальтріньєрі
Грегоріо Пальтріньєрі (італ. Gregorio Paltrinieri; нар. 5 вересня 1994, Карпі, Італія) — італійський плавець, олімпійський чемпіон 2016 року, чемпіон світу, світовий рекордсмен.

## Виступи на Олімпійських іграх
| Олімпіада   | Дисципліна              | Місце |
| ----------- | ----------------------- | ----- |
| Лондон 2012 | 1500 м вільним стилем   | 5     |
| Ріо 2016    | 1500 м вільним стилем   | 1     |
| Токіо 2020  | 800 м вільним стилем    | 2     |
| Токіо 2020  | 1500 м вільним стилем   | 4     |
| Токіо 2020  | 10 км на відкритій воді | 3     |